# Creson
Cresonul (Lepidium sativum) sau hrenița  este o plantă erbacee legumicolă anuală din familia cruciferelor, cu flori albe mici, cultivată pentru frunzele ei întrebuințate ca salată sau condiment.
Originea plantei este în Orientul Mijlociu, de unde s-a extins în Europa și Asia, ajungând inclusiv pe teritoriul țării noastre. Aici, cresonul este atestat ca făcând parte din flora spontană a Bucureștiului în anul 1912, de profesorul Zacharia Panțu. În prezent, cresonul poate fi întâlnit în stare sălbatică în pădurile din județul Ilfov.